# Haven van Ravenna

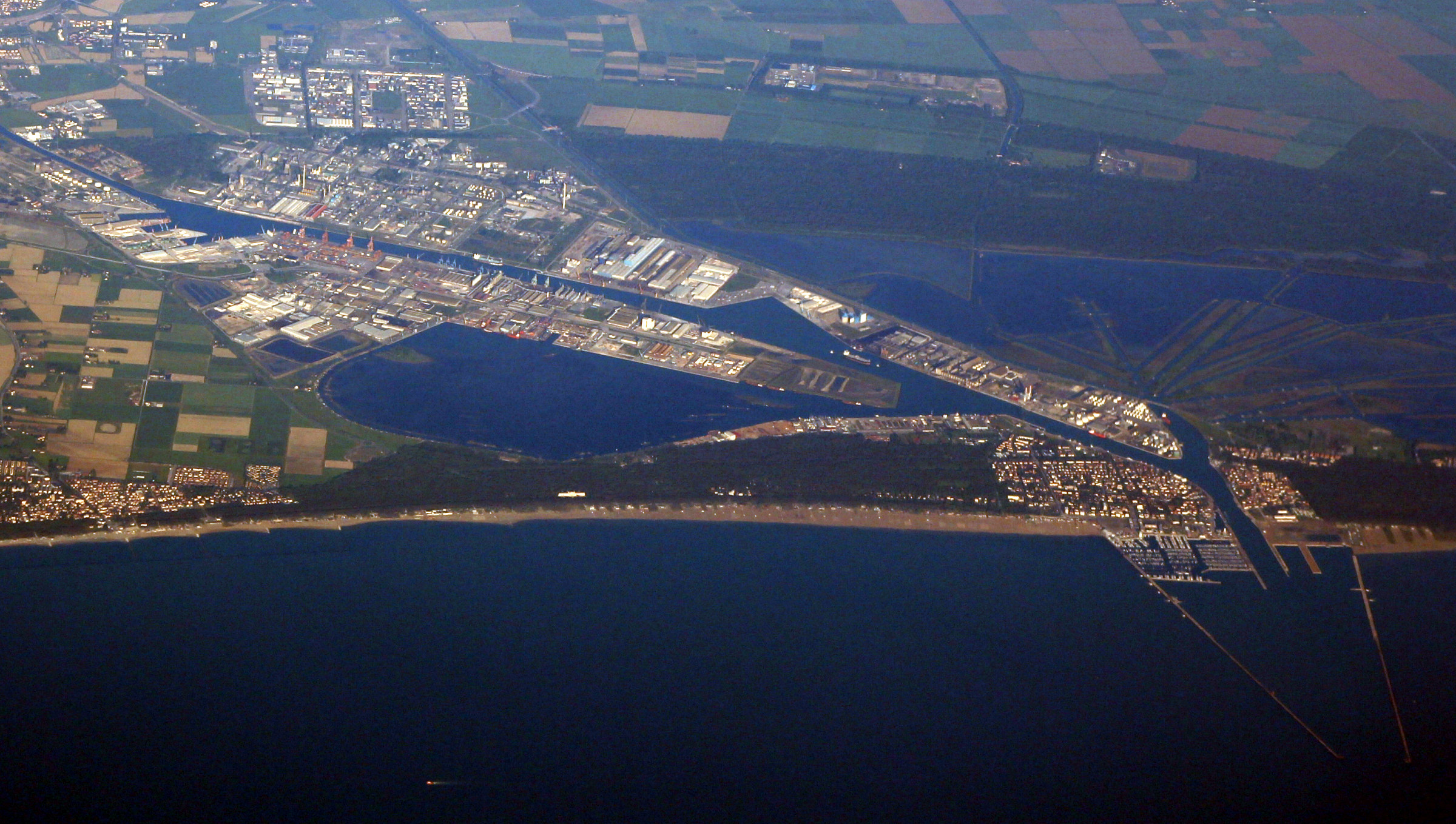
De haven van Ravenna

De haven van Ravenna is een Adriatische haven in de Italiaanse stad Ravenna. De haven heeft meerdere terminals voor olie, stukgoed, bulk en container, een passagiersterminal voor veerdiensten, alsmede de grootste Adriatische jachthaven.